# Danna Paola en vivo
Danna Paola en vivo es el primer DVD en directo de la cantante Danna Paola, fue lanzado el 15 de agosto de 2006 a través de Universal Music México.

## Información
El DVD contiene los mejores temas de sus discos anteriores, Amy, la niña de la mochila azul vol. 1, Vol. 2, Océano, Chiquita pero picosa y Pablo y Andrea, cantados en directo durante dos presentaciones en el Teatro Metropólitan.

## Lista de canciones
1. Marioneta
2. Señor Reloj
3. Estrellada
4. Valiente
5. Un Sol Para Ti
6. Bla, Bla, Bla
7. Chiquita Pero Picosa   (Pop Y Grupera)
8. La Chica Yeye (Grupera)
9. Popurrí Grupero (Ay Papacito / No Tengo Dinero / Chocolate / Mi Dulce Niño)
10. Azul Como El Cielo
11. El Tiburón Chimuelo
12. Pablo Y Andrea
13. Late Mi Corazón
14. Príncipe Azul
15. Y Yo Sigo Aquí
16. A Quien Le Importa